# Quả cầu lửa màu xanh lá cây
Quả cầu lửa màu xanh lá cây (tiếng Anh: Green fireballs) là một loại vật thể bay không xác định (UFO) được báo cáo từ đầu thập niên 1950. Những lần nhìn thấy ban đầu chủ yếu xảy ra ở miền Tây Nam Hoa Kỳ, đặc biệt là ở New Mexico. Dù một số nhà UFO học và các tổ chức nghiên cứu UFO coi những quả cầu lửa màu xanh lá cây là có nguồn gốc nhân tạo ngoài Trái Đất, nhưng những giải thích chính thống, phi khoa học đều được đưa ra, bao gồm cả những quả cầu lửa tự nhiên.

## Báo cáo và phản ứng

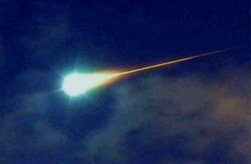
Một ví dụ về quả cầu lửa màu xanh lá cây.

Những quan sát ban đầu về các quả cầu lửa màu xanh lá cây có niên đại vào cuối năm 1948 tại New Mexico, và bao gồm các báo cáo từ hai đội máy bay, một dân sự và quân sự khác, vào đêm ngày 5 tháng 12 năm 1948. Nhóm phi hành đoàn này đều mô tả những quả cầu lửa quan sát được là một "quả cầu lửa màu xanh lá cây" sáng chói và "như một thiên thạch xanh lá cây khổng lồ". Vào ngày 8 tháng 12, một cuộc quan sát trên không về một quả cầu lửa màu xanh lá cây do hai phi công trình báo. Trong một lá thư gửi cho Không quân Mỹ đề ngày 20 tháng 12, Lincoln LaPaz, một nhà thiên văn học từ Đại học New Mexico, đã viết (theo báo cáo của nhà UFO học Kevin Randle) rằng các vật thể quan sát được không phải thuộc loại điển hình của thiên thạch. Ngày 13 tháng 1 năm 1949, Giám đốc Tình báo Quân đội của Bộ Tư lệnh Quân đoàn số 4 ở Texas đã viết rằng những quả cầu lửa màu xanh lá cây "[có thể] là kết quả của các thí nghiệm chiến tranh phóng xạ của một thế lực nước ngoài" và chúng "có tầm quan trọng lớn như vậy, đặc biệt là khi chúng đang xảy ra ở khu vực lân cận cơ sở nhạy cảm, mà một hội đồng khoa học [nên]...nghiên cứu tình hình.."
Một hội nghị tháng 2 năm 1949 tại Los Alamos với sự tham dự của các thành viên Dự án Sign, các nhà khoa học bao gồm Joseph Kaplan và Edward Teller, và các nhân viên quân sự đã không thể xác định được nguồn gốc của những quả cầu lửa màu xanh lá cây vừa chứng kiến; những hội nghị bí mật tại Los Alamos và các nơi khác, sau đó vào năm 1949 và xử lý quả cầu lửa màu xanh lá cây, cũng được Edward Rupelt và các nhà nghiên cứu UFO bao gồm cả Jerome Clark nhóm họp. Tháng 12 năm 1949, Dự án Twinkle, một mạng lưới các đơn vị quan sát và chụp ảnh quả cầu lửa màu xanh lá cây, được thành lập nhưng chưa bao giờ được thực hiện đầy đủ. Nó bị dừng lại hai năm sau đó, với kết luận chính thức rằng các hiện tượng có thể có nguồn gốc tự nhiên.
Nhà vật lý thiên văn lý thuyết và là người hoài nghi về UFO Donald Menzel tuyên bố là vào tháng 5 năm 1949 đã quan sát thấy một quả cầu lửa màu xanh lá cây ở gần Alamogordo, mà sau này ông coi là một thiên thạch bình thường. Quả cầu lửa màu xanh lá cây gần đây đã được quan sát thấy nhiều hơn ở Nhật Bản và Úc.

## Giải thích
Nhiều nhà UFO học đều coi những quả cầu lửa màu xanh lá cây có nguồn gốc nhân tạo ngoài Trái Đất. Cùng với thiên thạch/cầu lửa, các giải thích phi khoa học khác bao gồm di chứng của các vụ thử vũ khí nguyên tử, bao gồm các đám mây bụi phóng xạ hạt nhân, vật chất mặt trăng bắn ra từ các tác động của thiên thạch lên bề mặt Mặt Trăng , và máy bay liên quan đến các dự án quân sự bí mật.